# Nicolas Bastère
Nicolas Bastère, né le 19 septembre 1969 à Montguyon, est un footballeur français, évoluant au poste d'attaquant, reconverti en entraîneur.

## Biographie
Nicolas Bastère est issu du centre de formation du Toulouse Football Club et signe son premier contrat professionnel avec l'équipe en 1989. Il joue 68 matchs jusqu'en 1993, avant d'être transféré à l'AS Cannes, en première division, pour une saison. Il intègre le Red Star Football Club, alors en deuxième division, et y joue une vingtaine de matchs.
En 1995, il rejoint le Angoulême Football Club pour trois saisons, puis rejoint le club amateur de Soyaux, où il exerce la fonction de joueur-entraîneur. Il part ensuite à Gond-Pontouvre pour une saison, en tant que simple joueur. Puis il retrouve le Angoulême FC, arrête sa carrière de joueur, et entraine le club pendant quatre saisons.
En 2008, il retourne entraîner le club de Soyaux jusqu'en 2013, pour s'accorder une année sabbatique. Il ouvre son magasin d'équipement sportif, et participe à des compétitions locales de golf. En 2014, il reprend la compétition en devenant joueur de l'Étoile sportive de Linars, club amateur en troisième division du district.